# Hàn Hi Tái dạ yến đồ
Hàn Hi Tái dạ yến đồ (phồn thể: 韓熙載夜宴圖, giản thể: 韩熙载夜宴图; nghĩa là "bữa tiệc đêm của Hàn Hi Tái") là một bức tranh sinh hoạt khổ rộng do họa sĩ Cố Hoành Trung sáng tác vào thời Ngũ Đại Thập Quốc. Đây là một trong những bức tranh nổi tiếng nhất của Cố Hoành Trung, nó được coi là tư liệu quý giá về cuộc sống của giới thượng lưu Trung Quốc vào thế kỷ 10. Một bản sao của bức tranh được thực hiện vào thế kỷ 12 hiện đang được lưu giữ tại Bảo tàng Cố Cung, Bắc Kinh.

## Lịch sử
Hàn Hi Tái vốn là một viên quan cao cấp trong triều đình của Nam Đường Hậu chủ Lý Dục. Sau khi nghe được những lời đám tiếu về các bữa tiệc phóng túng trái với Nho giáo của Hàn Hi Tái, Lý Hậu chủ đã cử Cố Hoành Trung tới tham dự một bữa tiệc như vậy và mô tả lại nó bằng tranh. Kết quả của vụ điều tra là bức tranh Hàn Hi Tái dạ yến đồ. Bản sao hiện nay của tác phẩm được thực hiện vào thế kỷ 12, vì vậy rất có thể nó cũng đã chịu một số thay đổi cho phù hợp với thời đại, tuy nhiên bức tranh vẫn có giá trị tư liệu rất lớn trong việc mô tả cuộc sống của giới thượng lưu Trung Quốc thế kỷ 10. Bức tranh mô tả rất chi tiết trang phục của các quan chức, các nghệ sĩ xướng ca cùng với nội thất của một gia đình quyền quý vẫn còn ảnh hưởng của văn hóa thời nhà Đường nhưng cũng đã có những thay đổi.
Vào đầu thế kỷ 20, Hàn Hi Tái dạ yến đồ cùng nhiều báu vật cung đình khác từng được hoàng đế Phổ Nghi đưa khỏi Trung Quốc, tuy nhiên sau đó nó đã được đem trở lại Cố Cung và hiện là một trong những tác phẩm quý giá nhất trong bộ sưu tập của Bảo tàng Cố Cung. Một phần nhỏ của bức tranh hiện được lưu giữ tại Bảo tàng Cố Cung Đài Bắc, Đài Loan.